# بلدة مابل غروف (مقاطعة باري)
مابل غروف، مقاطعة باري (بالإنجليزية: Maple Grove Township, Barry County, Michigan)‏ هي بلدة تقع بولاية ميشيغان في الولايات المتحدة. تبلغ مساحتها 93.3 (كم²)، وترتفع عن سطح البحر 292 م، بلغ عدد سكانها 1593 نسمة في عام تعداد الولايات المتحدة 2010 حسب إحصاء مكتب تعداد الولايات المتحدة وتصل الكثافة السكانية فيها 17.1 نسمة/كم2.

## وصلات خارجية
- The US50 - Cities and Towns in Michigan State
- Michigan Cities and Towns, Facts, Map, Flag, Colleges, Government, and More